# Saint Aulaye-Puymangou
Saint Aulaye-Puymangou is een gemeente in het Franse departement Dordogne in de regio Nouvelle-Aquitaine. De gemeente is op 1 januari 2016 ontstaan door de fusie van de gemeenten Saint-Aulaye en Puymangou. Saint Aulaye-Puymangou telde op 1 januari 2022 1.432 inwoners.

## Geografie
De oppervlakte van Saint Aulaye-Puymangou bedraagt 46 km², de bevolkingsdichtheid is 32 inwoners per km² (per 1 januari 2019).
De onderstaande kaart toont de ligging van Saint Aulaye-Puymangou met de belangrijkste infrastructuur en aangrenzende gemeenten.

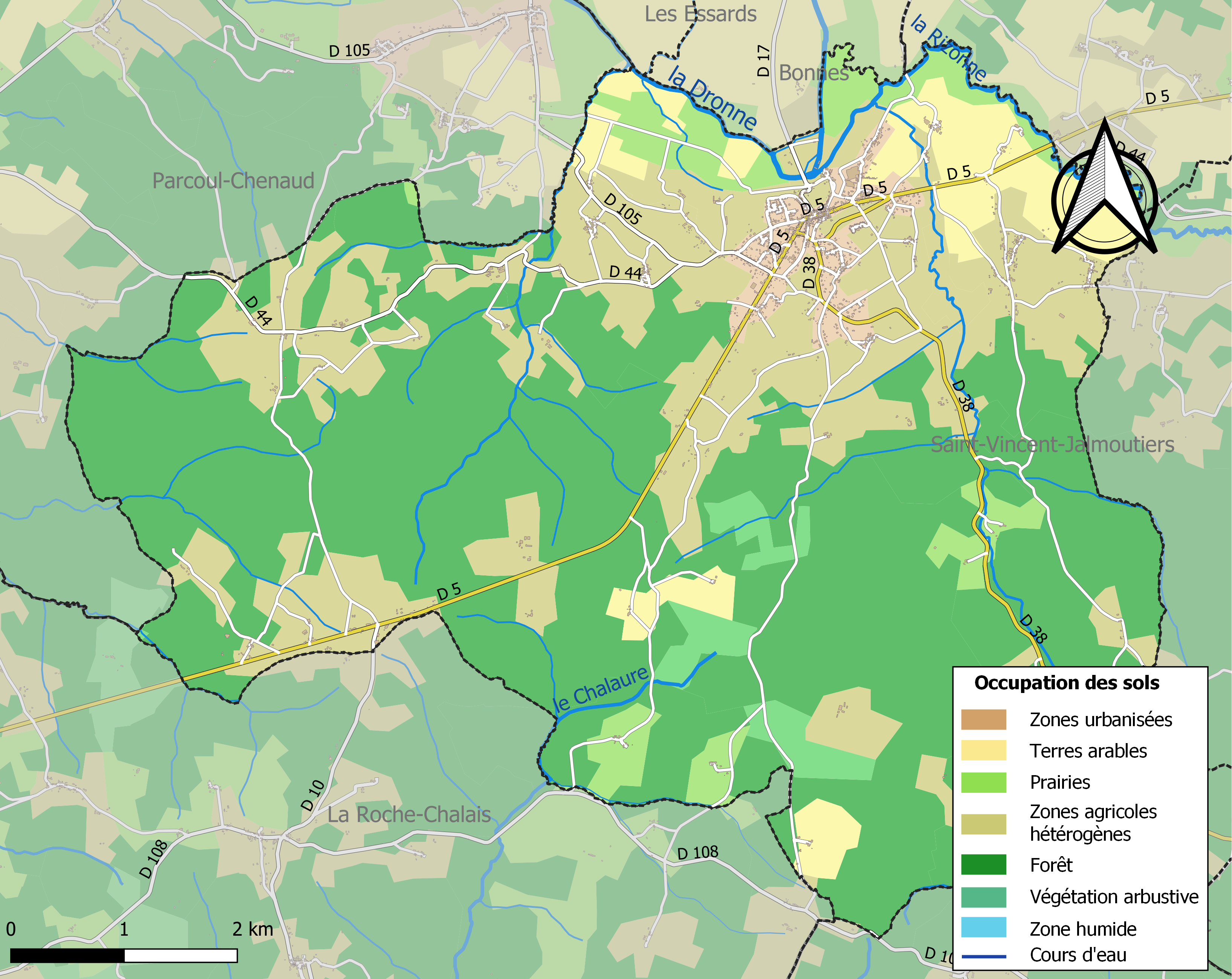